# Рудобельская республика (фильм)
«Рудобельская республика» — советский историко-революционный фильм, снятый режиссёром Н. А. Калининым на киностудии Беларусьфильм в 1971 году.

## Сюжет
Бывший вахмистр А. Р. Соловей получает от Бобруйского ревкома задание организовать защиту Советской власти в деревне Рудобелка (Полесье) от натиска интервентов и белогвардейцев.

## В ролях
- В. С. Белохвостик
- Ю. С. Будрайтис
- Э. Г. Виторган
- Н. Г. Гринько
- В. Я. Дворжецкий
- Ю. Ю. Каморный
- Б. В. Клюев
- Л. А. Кмит
- И. Н. Комаров
- П. В. Кормунин
- В. В. Майнелите
- Н. Е. Чемодурова
- Х. А. Швейц